# Obeid Al-Dosari
Obeid Al-Dosari (arab. عُبيد الدوسري; ur. 2 października 1975 roku) – saudyjski piłkarz występujący na pozycji napastnika.

## Kariera klubowa
Obeid Al-Dosari zawodową karierę rozpoczynał w 1996 roku w zespole Al-Wehda Club Mekka. W debiutanckim sezonie zajął z nim ósme miejsce w saudyjskiej ekstraklasie. Przez cztery sezony spędzone w Al-Wahda FC Al-Dosari nie odnosił żadnych sukcesów i plasował się z zespołem w dolnych rejonach tabeli. Od 2000 roku saudyjski napastnik reprezentował barwy Al-Ahli Dżudda. Grał tam przez pięć lat, po czym zdecydował się podpisać kontrakt z drużyną Damac FC.

## Kariera reprezentacyjna
W 1998 roku Al-Dosari został powołany do 22-osobowej kadry reprezentacji swojego kraju na Mistrzostwa Świata. Na turnieju tym zespół Arabii Saudyjskiej wywalczył tylko jeden punkt i zajął ostatnie miejsce w swojej grupie. Sam Al-Dosari zagrał tylko w przegranym 0:1 spotkaniu przeciwko Danii, kiedy to w 79 minucie zastąpił Sa’ida al-Uwajrana. W 2002 roku Nasser Al-Johar powołał wychowanka Al-Wahda FC do kadry na kolejny mundial. Na boiskach Korei Południowej i Japonii Saudyjczycy ponownie odpadli już w rundzie grupowej. Al-Dosari wystąpił tylko w pojedynku Kamerunem, jednak już w 35 minucie opuścił boisko. Łącznie dla drużyny narodowej zaliczył 98 występów i zdobył 25 bramek.